# Pristimantis alalocophus
Pristimantis alalocophus är en groddjursart som först beskrevs av Sonia Roa-Trujillo och Pedro M. Ruiz-Carranza 1991.  Pristimantis alalocophus ingår i släktet Pristimantis och familjen Strabomantidae. IUCN kategoriserar arten globalt som nära hotad. Inga underarter finns listade i Catalogue of Life.